# Tovuz (distriktshuvudort)
Tovuz (ryska: Тауз) är en distriktshuvudort i Azerbajdzjan.   Den ligger i distriktet Tovuz Rayonu, i den västra delen av landet, 400 km väster om huvudstaden Baku. Tovuz ligger 421 meter över havet och antalet invånare är 12 626.
Terrängen runt Tovuz är kuperad åt sydväst, men åt nordost är den platt. Runt Tovuz är det ganska tätbefolkat, med 78 invånare per kvadratkilometer.. Närmaste större samhälle är Qovlar, 10,1 km sydost om Tovuz.
Trakten runt Tovuz består till största delen av jordbruksmark.